# (33307) 1998 KX52
1998 KX52 (asteroide 33307) é um asteroide da cintura principal. Possui uma excentricidade de 0.15595010 e uma inclinação de 15.60462º.
Este asteroide foi descoberto no dia 23 de maio de 1998 por LINEAR em Socorro.